# Atzeneta d'Albaida (kommunhuvudort)
Atzeneta d'Albaida är en kommunhuvudort i Spanien.   Den ligger i provinsen Província de València och regionen Valencia, i den östra delen av landet, 300 km sydost om huvudstaden Madrid. Atzeneta d'Albaida ligger 384 meter över havet och antalet invånare är 1 344.
Terrängen runt Atzeneta d'Albaida är kuperad söderut, men norrut är den platt. Terrängen runt Atzeneta d'Albaida sluttar norrut.Runt Atzeneta d'Albaida är det ganska tätbefolkat, med 207 invånare per kvadratkilometer. Närmaste större samhälle är Alcoy, 14,4 km söder om Atzeneta d'Albaida. 